# Versammlung der First Nations

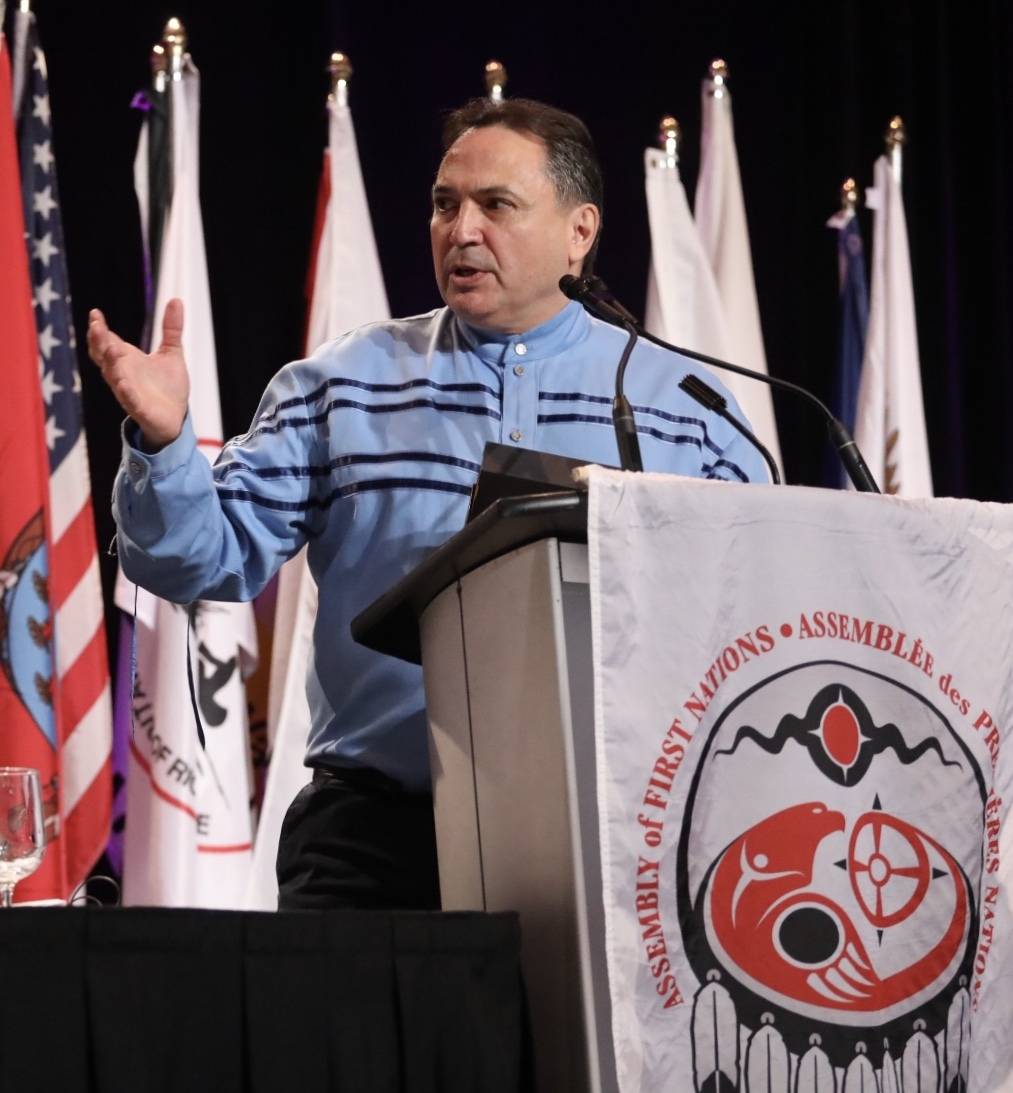
Der Vorsitzende der AFN Perry Bellegarde auf einem Kongress der First Nations 2018

Die Versammlung der First Nations (englisch: Assembly of First Nations, AFN; französisch: Assemblée des Premières Nations, APN) ist eine Organisation der Indianervölker in Kanada. Die Ziele der Organisation sind die Wahrung der Rechte, Vertragsbedingungen und Forderungen der mehr als 600 First Nations. Sie wurde 1982 als Nachfolgeorganisation der seit 1968 bestehenden National Indian Brotherhood gegründet.
Die Anführer der First Nations treffen sich einmal jährlich, um die politischen Richtlinien in Resolutionen festzulegen. Diese Versammlung hat für die First Nations neben der politischen auch eine starke kulturelle Bedeutung.
Der National Chief (Anführer der Nationen) wird alle drei Jahre gewählt. Bis 2014 war es Shawn Atleo, ihm folgte Perry Bellegarde. Die Struktur der Organisation wurde 1985 in der Charter of the Assembly of First Nations festgelegt. Die hauptsächlichen Organe sind die Versammlung (First Nations-in-Assembly), die Konföderation (Confederacy of Nations), das Exekutivkomitee (Executive Committee), das Sekretariat (Secretariat) und der Ältestenrat (Council of Elders).
Neben der Assembly of First Nations gibt es noch zwei weitere Organisationen, die die Interessen von indigenen Völkern auf nationaler Ebene vertreten, den Inuit Tapiriit Kanatami für die Inuit und den Métis National Council für die Métis.

## Liste der National Chiefs
- 1968–1970: Walter Dieter, Cree, Peepeekisis Indian Band, Saskatchewan
- 1970–1976: George Manuel, Shuswap Nation, Neskonlith Indian Band, British Columbia
- 1976–1980: Noel Starblanket, Cree, Starblanket-Indianerreservat, Saskatchewan
- 1980–1982: Delbert Riley, Chippewas, Thames Reserve, Ontario
- 1982–1985: David Ahenakew, Cree, Ahtahkakoop-Indianerreservat, Saskatchewan
- 1985–1991: Georges Erasmus, Dene Nation, Nordwest-Territorien
- 1991–1997: Ovide Mercredi, Cree, Grand Rapids, Manitoba
- 1997–2000: Phil Fontaine, Sagkeeng First Nation, Manitoba
- 2000–2003: Matthew Coon Come, Mistissini Cree Nation, Québec
- 2003–2009: Phil Fontaine, Sagkeeng, Manitoba
- 2009–2014: Shawn Atleo, Ahousaht, British Columbia
- 2014–2014: Ghislain Picard (kommissarisch)
- 2014–2021: Perry Bellegarde, Cree, Saskatchewan
- 2021–2023: RoseAnne Archibald, Cree, Ontario (abgesetzt)[1]
- 2023–2023: Joanna Bernard (kommissarisch)
- seit 2023: Cindy Woodhouse, Pinaymootang, Manitoba[2]